# Geranium diffusum
Geranium diffusum är en näveväxtart som beskrevs av Kunth in Humb., Bonpl. och Carl Sigismund Kunth. Geranium diffusum ingår i släktet nävor, och familjen näveväxter. IUCN kategoriserar arten globalt som sårbar. Inga underarter finns listade i Catalogue of Life.